# Giuseppe Valditara
Giuseppe Valditara, né le 12 janvier 1961 à Milan, est un homme politique, juriste et universitaire italien, membre de la Ligue. 
Depuis le 22 octobre 2022, il est ministre de l'Éducation et du Mérite dans le gouvernement Meloni.

## Biographie
Il est diplômé en droit de l'université de Milan et se lance dans une carrière universitaire. Il est professeur titulaire de droit romain privé et public à la faculté de droit de l'université de Turin.